# Anthony Johnson (Diplomat)
Anthony Smith Rowe Johnson (* 1938; † 28. April 2021) war ein jamaikanischer Wirtschaftswissenschaftler, Diplomat und Politiker der Jamaica Labour Party (JLP). Er war ab 2010 jamaikanischer Hochkommissar im Vereinigten Königreich.

## Leben
Johnson besuchte die Petersfield Elementary School und das Kingston College. Er studierte an der University of California, Los Angeles, wo er 1964 den Bachelor in Wirtschaftswissenschaften und 1965 den Master-Abschluss in Fach Internationaler Handel und Finanzen erwarb. Er war anschließend Journalist beim Jamaica Gleaner und dann als Reporter bei der Jamaica Broadcasting Corporation beschäftigt. Von 1992 bis 2008 war er als Lecturer und Senior Lecturer in der Abteilung für Management Studies der University of the West Indies tätig. 
Er war verheiratet und Vater von vier Kindern. Er starb Ende April 2021 im Alter von 82 Jahren.

## Politik
Johnson war von 1980 bis 1983 Senator und war in dieser Zeit Staatsminister im Industrie- und Handelsministerium. Bei der von der PNP boykottierten Wahl 1983 wurde er im Wahlkreis North East St. Catherine ins Repräsentantenhaus gewählt und wurde Staatsminister im Landwirtschaftsministerium. Bei der von der JLP verlorenen Wahl 1989 gewann er seinen Wahlkreis ein zweites Mal. Anschließend wurde er zwischen 1993 und 2007 für zwei weitere Legislaturperioden zum Senator für die Opposition ernannt, dabei war er ab 2002 Oppositionsführer im Senat. Zwischen 1989 und 2007 war er zeitweise Oppositionssprecher für Erziehung, Landwirtschaft sowie Bergbau, Energie und Technologie. Zudem war er zeitweise stellvertretender Parteivorsitzender der JLP.
Von 1991 bis 1995 war er Mitglied des Electoral Advisory Committee.

## Botschafter
Von März 2008 bis Mai 2010 war Johnson Botschafter Jamaikas in den USA und Ständiger Repräsentant Jamaikas bei der Organisation Amerikanischer Staaten. Von Mai 2010 bis Februar 2012 war er Hochkommissar Jamaikas im Vereinigten Königreich und übte mit Sitz in London zudem die Funktion als jamaikanischer Botschafter in Irland, Finnland, Norwegen, Schweden und Dänemark aus.